# Cystoidea
Cystoidea é uma extinta classe de equinodermos.[carece de fontes?]